# جوش كيتشن
جوش كيتشن (بالإنجليزية: Josh Kitchen)‏ هو لاعب كرة قدم أسترالية أسترالي، ولد في 15 مايو 1975.

## وصلات خارجية
- جوش كيتشن على موقع AustralianFootball.com (الإنجليزية)
- جوش كيتشن على موقع AFLtables.com (الإنجليزية)